# Grand Prix moto du Japon 1989
Le Grand Prix moto du Japon 1989 est la première manche du championnat du monde de vitesse moto 1989. L'épreuve s'est déroulée du 24 au 26 mars 1989 sur le circuit de Suzuka.
C'est la neuvième édition du Grand Prix moto du Japon.

## Classement catégorie500cm3
| Pos  | Pilote                       | Constructeur | Temps/Écart     | Points |
| ---- | ---------------------------- | ------------ | --------------- | ------ |
| 1    | Kevin Schwantz               | Suzuki       | 48 min 48 s 374 | 20     |
| 2    | Wayne Rainey                 | Yamaha       | + 0 s 427       | 17     |
| 3    | Eddie Lawson                 | Honda        | + 30 s 676      | 15     |
| 4    | Wayne Gardner                | Honda        | + 35 s 193      | 13     |
| 5    | Kevin Magee                  | Yamaha       | + 36 s 424      | 11     |
| 6    | Niall Mackenzie              | Yamaha       | + 39 s 545      | 10     |
| 7    | Christian Sarron             | Yamaha       | + 48 s 478      | 9      |
| 8    | Tadahiko Taira               | Yamaha       | + 48 s 541      | 8      |
| 9    | Norihiko Fujiwara            | Yamaha       | +1 min 09 s 283 | 7      |
| 10   | Shinichi Itoh                | Honda        | +1 min 09 s 284 | 6      |
| 11   | Bubba Shobert                | Honda        | +1 min 19 s 992 | 5      |
| 12   | Ron Haslam                   | Suzuki       | +1 min 23 s 883 | 4      |
| 13   | Shunji Yatsushiro            | Honda        | +1 min 25 s 878 | 3      |
| 14   | Freddie Spencer              | Yamaha       | +1 min 26 s 000 | 2      |
| 15   | Kunio Machii                 | Yamaha       | +1 min 29 s 480 | 1      |
| 16   | Randy Mamola                 | Cagiva       | +1 min 45 s 800 |        |
| 17   | Shinji Katayama              | Yamaha       | +1 min 46 s 240 |        |
| 18   | Dominique Sarron             | Honda        | +2 min 12 s 130 |        |
| 19   | Katunori Shinozaki           | Suzuki       | +1 tour         |        |
| 20   | Marco Gentile                | Fior         | +1 tour         |        |
| 21   | Keiji Kinoshita              | Honda        | +1 tour         |        |
| 22   | Yoshimasa Matsumoto          | Honda        | +2 tours        |        |
| 23   | Fernando González De Nicolás | Honda        | +2 tours        |        |
| Abd. | Doug Polen                   | Suzuki       | Abandon         |        |
| Abd. | Alessandro Valesi            | Yamaha       | Abandon         |        |
| Abd. | Osamu Hiwatashi              | Suzuki       | Abandon         |        |
| Abd. | Hikaru Miyagi                | Honda        | Abandon         |        |
| Abd. | Norio Iobe                   | Honda        | Abandon         |        |
| Abd. | Mick Doohan                  | Honda        | Abandon         |        |
| Abd. | Pierfrancesco Chili          | Honda        | Abandon         |        |
| Np.  | Simon Buckmaster             | Honda        | Non partant     |        |

## Classement catégorie250cm3
| Pos  | Pilote                    | Constructeur | Temps/Écart     | Points |
| ---- | ------------------------- | ------------ | --------------- | ------ |
| 1    | John Kocinski             | Yamaha       | 46 min 04 s 294 | 20     |
| 2    | Sito Pons                 | Honda        | + 1 s 022       | 17     |
| 3    | Luca Cadalora             | Yamaha       | + 6 s 773       | 15     |
| 4    | Toshihiko Honma           | Yamaha       | + 6 s 774       | 13     |
| 5    | Jean-Philippe Ruggia      | Yamaha       | + 14 s 134      | 11     |
| 6    | Tadayuki Okada            | Honda        | + 22 s 998      | 10     |
| 7    | Toshinobu Shiomori        | Yamaha       | + 35 s 637      | 9      |
| 8    | Carlos Cardús             | Honda        | + 35 s 696      | 8      |
| 9    | Jacques Cornu             | Honda        | + 39 s 689      | 7      |
| 10   | Juan Garriga              | Yamaha       | + 41 s 270      | 6      |
| 11   | Jim Filice                | Honda        |                 | 5      |
| 12   | Helmut Bradl              | Honda        |                 | 4      |
| 13   | Masahiro Shimizu          | Honda        |                 | 3      |
| 14   | Didier de Radiguès        | Aprilia      |                 | 2      |
| 15   | Junya Arai                | Honda        |                 | 1      |
| 16   | Masumitsu Taguchi         | Honda        |                 |        |
| 17   | Paolo Casoli              | Honda        |                 |        |
| 18   | Masaru Kobayashi          | Honda        |                 |        |
| 19   | Loris Reggiani            | Honda        |                 |        |
| 20   | Junzo Suzuki              | Honda        |                 |        |
| 21   | Martin Wimmer             | Aprilia      |                 |        |
| 22   | Kyoji Nanba               | Yamaha       |                 |        |
| 23   | Jochen Schmid             | Honda        |                 |        |
| 24   | Daniel Amatriaín          | Honda        |                 |        |
| 25   | Harald Eckl               | Aprilia      |                 |        |
| 26   | Fabio Barchitta           | Aprilia      |                 |        |
| 27   | August Auinger            | Yamaha       |                 |        |
| 28   | Alberto Rota              | Aprilia      |                 |        |
| 29   | Kevin Mitchell            | Yamaha       |                 |        |
| 30   | Javier Cardelus           | Cobas        |                 |        |
| 31   | Gary Cowan                | Yamaha       |                 |        |
| Abd. | Alberto Puig              | Yamaha       | Abandon         |        |
| Abd. | Reinhold Roth             | Honda        | Abandon         |        |
| Abd. | Ivan Palazzese            | Aprilia      | Abandon         |        |
| Abd. | Patrick van den Goorbergh | Yamaha       | Abandon         |        |
| Abd. | Fausto Ricci              | Aprilia      | Abandon         |        |
| Abd. | Luis Lavado               | Yamaha       | Abandon         |        |
| Abd. | Yoshiari Hori             | Honda        | Abandon         |        |
| Abd. | Alex Barros               | Yamaha       | Abandon         |        |
| Abd. | Andreas Preining          | Aprilia      | Abandon         |        |
| Np.  | Manfred Herweh            | Yamaha       | Abandon         |        |
| Nq.  | Jeffrey Sayle             | Yamaha       | Non qualifié    |        |
| Nq.  | Carlos Lavado             | Aprilia      | Non qualifié    |        |
| Nq.  | Jean-François Foray       | Yamaha       | Non qualifié    |        |
| Nq.  | Andy Leisner              | Honda        | Non qualifié    |        |
| Nq.  | Matt Blair                | Yamaha       |                 |        |

## Classement catégorie125cm3
| Pos  | Pilote             | Constructeur    | Temps/Écart     | Points |
| ---- | ------------------ | --------------- | --------------- | ------ |
| 1    | Ezio Gianola       | Honda           | 39 min 20 s 646 | 20     |
| 2    | Hisashi Unemoto    | Honda           | + 21 s 129      | 17     |
| 3    | Koiji Takada       | Honda           | + 21 s 269      | 15     |
| 4    | Masayuki Hirose    | Honda           | + 21 s 827      | 13     |
| 5    | Kenishi Yoshida    | Honda           | + 28 s 954      | 11     |
| 6    | Masato Shima       | Honda           | + 36 s 456      | 10     |
| 7    | Yutaka Fujiwara    | Honda           | + 49 s 589      | 9      |
| 8    | Kazuaki Yamashita  | Honda           | + 49 s 829      | 8      |
| 9    | Shin'ichi Fujiyama | Honda           | + 54 s 444      | 7      |
| 10   | Kasuya Yamada      | Honda           | + 58 s 109      | 6      |
| 11   | Fausto Gresini     | Aprilia         |                 | 5      |
| 12   | Robin Milton       | Honda           |                 | 4      |
| 13   | Allan Scott        | Honda           |                 | 3      |
| 14   | Luis Miguel Reyes  | Honda           | +1 min 25 s 270 | 2      |
| 15   | Adi Stadler        | Honda           |                 | 1      |
| 16   | Johnny Wickström   | Honda           |                 |        |
| 17   | Robin Appleyard    | Honda           |                 |        |
| 18   | Corrado Catalano   | Gazzaniga-Rotax |                 |        |
| 19   | Kazunari Wada      | Honda           |                 |        |
| 20   | Heinz Lüthi        | Honda           |                 |        |
| 21   | Kris Galatowicz    | Honda           |                 |        |
| 22   | Lucio Pietroniro   | Honda           |                 |        |
| 23   | Gerhard Waibel     | Honda           |                 |        |
| 24   | Mike Leitner       | Honda           |                 |        |
| Abd. | Jorge Martínez     | Derbi           | Abandon         |        |
| Abd. | Stefan Dörflinger  | Aprilia         | Abandon         |        |
| Abd. | Hans Spaan         | Honda           | Abandon         |        |
| Abd. | Herri Torrontegui  | Honda           | Abandon         |        |
| Abd. | Rafael Roses       | JJ Cobas        | Abandon         |        |
| Abd. | Thierry Feuz       | Honda           | Abandon         |        |
| Abd. | Alex Bedford       | EMC-Rotax       | Abandon         |        |
| Abd. | Domenico Brigaglia | Garelli         | Abandon         |        |
| Abd. | Julián Miralles    | Derbi           | Abandon         |        |
| Abd. | Stefan Prein       | Honda           | Abandon         |        |
| Abd. | Kinya Wada         | Honda           | Abandon         |        |
| Np.  | Emilio Cuppini     | Aprilia         | Non partant     |        |
| Np.  | Makoto Moroga      | Honda           | Non partant     |        |
| Np.  | Alex Crivillé      | JJ Cobas        | Non partant     |        |
| Nq.  | Valerio Vivarelli  | Rotax           | Non qualifié    |        |
| Nq.  | Juan Bolart        | JJ Cobas        | Non qualifié    |        |